# محمية ساحل صور الطبيعية
محمية ساحل صور الطبيعية تقع في الجنوب الشرقي من صور، لبنان تغطي أكثر من 380 هكتارًا (940 فدنًا) وتنقسم إلى ثلاث مناطق: المنطقة السياحية (الشواطئ العامة، المدينة القديمة والأسواق، الميناء القديم) المنطقة الزراعية والأثرية، ومنطقة المحمية تضم ينابيع رأس الفينيقية لرأس العين. أنشئت في عام 1998، وهي ملاذ مهم للحياة البرية وتضم شاطئًا عامًا ذا رمال صفراء. يقسم مخيم الرشيدية للاجئين المحمية.
نظرًا لتنوع النباتات والحيوانات، تعتبر المحمية موقعًا مخصصًا لرامسار. المحمية موقع تعشيش مهم للطيور المهاجرة والسلاحف البحرية الخضراء والسلاحف البحرية ضخمة الرأس المهددة بالانقراض ومأوى للفأر الشوكي العربي والعديد من الكائنات المهمة الأخرى (بما في ذلك السحالي الجدارية، و خفاش كوهل الشائع، والغرير الأوروبي). ونباتات أخرى مثل البوط والطيطان البحري.

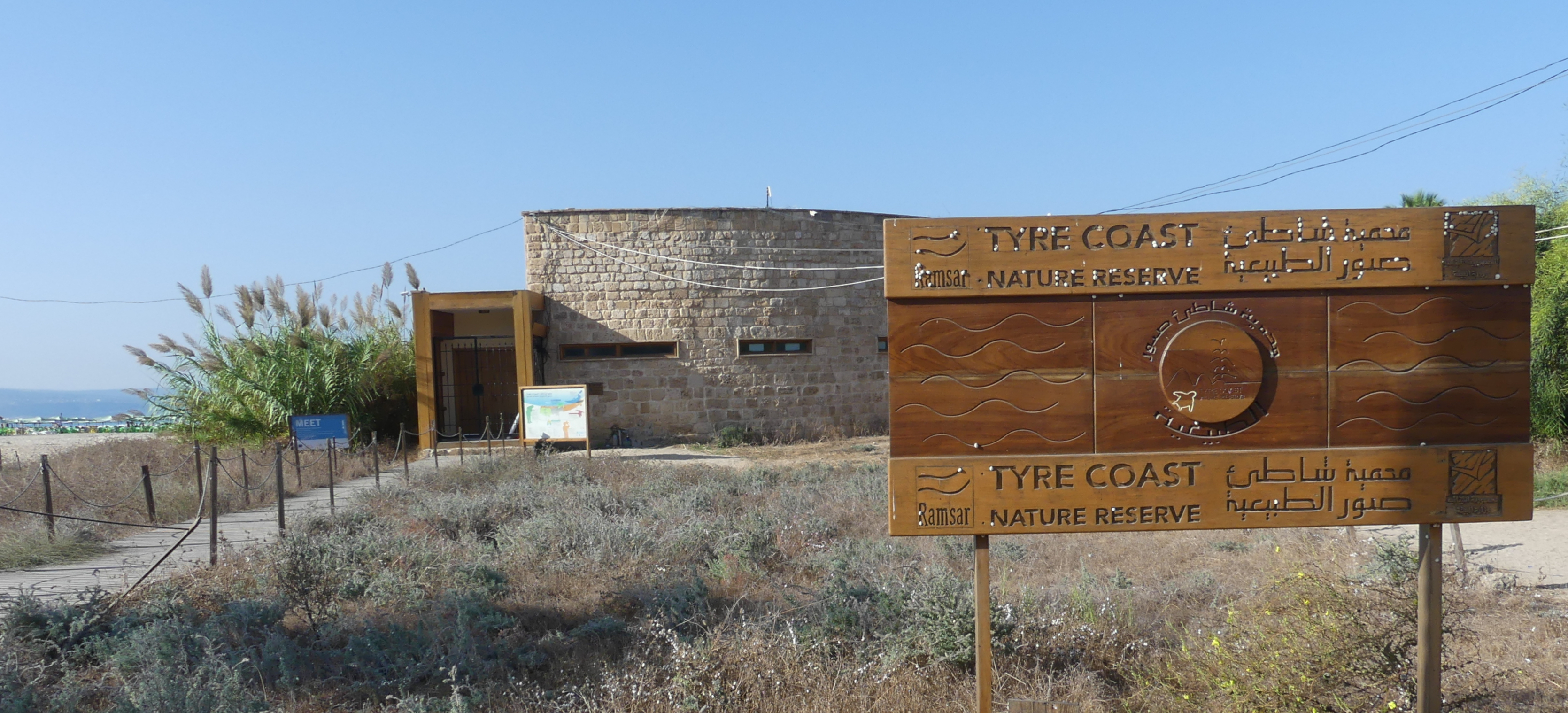
محمية ساحل صور الطبيعة

| التعيينات           | التعيينات           |
| أراضي رامسار الرطبة | أراضي رامسار الرطبة |
| ------------------- | ------------------- |
| الأسم الرسمي        | شاطئ صور            |
| تم تحديده           | 16 أبريل 1999       |
| مرجع رقم            | 980                 |

## شاهد أيضًا
التسرب النفطي في البحر الأبيض المتوسط 2021